# 宮田加久子
宮田 加久子（みやた かくこ、旧姓池田、1955年11月23日 - 2013年12月26日）は、日本の社会心理学者。東京都生まれ。

## 略歴
1981年東京大学文学部社会心理学科卒、86年同大学院博士課程満期退学。94年テレコム社会科学賞奨励賞受賞。帝京大学文学部助教授、1996年明治学院大学社会学部助教授、97年教授。2004年「インターネットの社会心理学 社会関係資本の視点から見たインターネットの機能」で東大博士（社会心理学）。
2013年12月26日、卵巣ガンのため死去。58歳没。

## 著書
- 『無気力のメカニズム その予防と克服のために』誠信書房、1991
- 『電子メディア社会 新しいコミュニケーション環境の社会心理』誠信書房、1993
- 『インターネットの社会心理学 社会関係資本の視点から見たインターネットの機能』風間書房、2005
- 『きずなをつなぐメディア ネット時代の社会関係資本』NTT出版、2005

### 共編著
- 『ネットが変える消費者行動 クチコミの影響力の実証分析』池田謙一共編著 金宰輝、繁桝江里、小林哲郎著、NTT出版、2008
- 『オンライン化する日常生活 サポートはどう変わるのか』野沢慎司共編著 茨木尚子、和気康太、浦光博著、文化書房博文社、2008、ソキウス研究叢書

## 参考
- 『現代日本人名録』2002
- おくやみ・宮田加久子さん - archive.today（2013年12月29日アーカイブ分）